# Jake Ferguson
Jake Ferguson (Rapid City, 18 gennaio 1999) è un giocatore di football americano statunitense che milita nel ruolo di tight end per i Dallas Cowboys della National Football League (NFL).

## Carriera

### Dallas Cowboys
Ferguson al college giocò a football a Wisconsin. Fu scelto nel corso del quarto giro (129º assoluto) assoluto nel Draft NFL 2022 dai Dallas Cowboys. Nella settimana 3 contro i New York Giants fece registrare le prime due ricezioni per 13 yard. Nel sesto turno contro i Philadelphia Eagles segnò il suo primo touchdown. La sua stagione da rookie si chiuse con 19 ricezioni per 174 yard e 2 marcature in 16 presenze, 8 delle quali come titolare. L'anno successivo fu convocato per il suo primo Pro Bowl al posto di George Kittle, impegnato nel Super Bowl LVIII, dopo avere fatto registrare 71 ricezioni per 761 yard e 5 touchdown. Nella sconfitta dei Cowboys nel primo turno di playoff contro i Green Bay Packers ebbe 9 ricezioni per 93 yard e 3 touchdown.
Il 27 luglio 2025 Ferguson firmò un nuovo contratto quadriennale del valore di 52 milioni di dollari.

## Palmarès
- Convocazioni al Pro Bowl: 1

2023